# カスティリオーネ・トリネーゼ
カスティリオーネ・トリネーゼ（伊: Castiglione Torinese）は、イタリア共和国ピエモンテ州トリノ県にある基礎自治体（コムーネ）。

## 地理

### 位置・広がり

#### 隣接コムーネ
隣接するコムーネは以下の通り。
- バルディッセーロ・トリネーゼ
- ガッシーノ・トリネーゼ
- パヴァローロ
- サン・マウロ・トリネーゼ
- セッティモ・トリネーゼ

## 行政

### 分離集落
カスティリオーネ・トリネーゼには、以下の分離集落（フラツィオーネ）がある。
- Cordova, San Martino, Rivodora